# فرودگاه منطقه‌ای میدلتاون
فرودگاه منطقه‌ای میدلتاون (به انگلیسی: Middletown Regional Airport) (به زبان بومی: Hook Field) یک فرودگاه همگانی بهره‌برداری هوایی با کد یاتا MWO است که یک باند فرود آسفالت دارد و طول باند آن ۱۸۵۹ متر است. این فرودگاه در کشور ایالات متحده آمریکا قرار دارد و در ارتفاع ۱۹۸ متری از سطح دریا واقع شده‌است.